# ネッター
ネッター（Nettar ）はドイツのツァイス・イコンで使用されたカメラブランド、レンズブランドである。カメラブランドとしてはイコンタの普及版に使われた。レンズブランドとしては3群3枚のレンズの一部に使われた。
レンズはネッターまたはノヴァー、シャッターはデルバルやテルマ、バリオなど普及版が使われたが、最終期にはテッサーとコンパーラピッドなどイコンタと区別がつかないような装備の製品もある。フィルム送りは全て赤窓式。
シグナルネッターはファインダー視野に赤い表示が出る二重露出防止機構を装備したもの。

## 120フィルム使用カメラ

### 6×4.5cm判
- セミネッター（Nettar 515/2 、1934年発売[3]） - 組み合わせは3種あるが日本に輸入されたのはネッター75mmF4.5にクリオ1秒-1/175秒の組み合わせ[3]。

### 6×6cm判
- ネッターシックス（Nettar 515/16 、1938年発売[3]）
- ネッターシックス（Nettar 517/16 、1951年発売）
- ネッターシックス（Nettar 518/16 、1951年発売[4]）
- シグナルネッター6×6（Signal Nettar 518/16 、1956年発売[2]）

### 6×9cm判
- ネッター（Nettar 515/2 、1934年発売[1]） - レンズはネッター105mmF6.3[1]。1937年にはレリーズがボディーに移された[1]。1938年にはレンズボードに別売り反射ファインダーが取り付けられる金具がつき、組み込み反射ファインダーは廃止された[1]。
- ネッターII（Nettar 516/2 、1951年発売[1]） - ファインダーが枠ではなく、ボディー上部を山型に盛り上げる形で組み込まれた[1]。アメリカでの呼称はネッターIIC[1]。
- ネッターII（Nettar 517/2 、1951年発売[4]） - ファインダーカバーが凸型になった[4]。
- シグナルネッター（Signal Nettar 518/2 、1956年発売[2]） - ファインダー視野に赤い表示が出る二重露出防止機構を装備した。